# Mata Menge

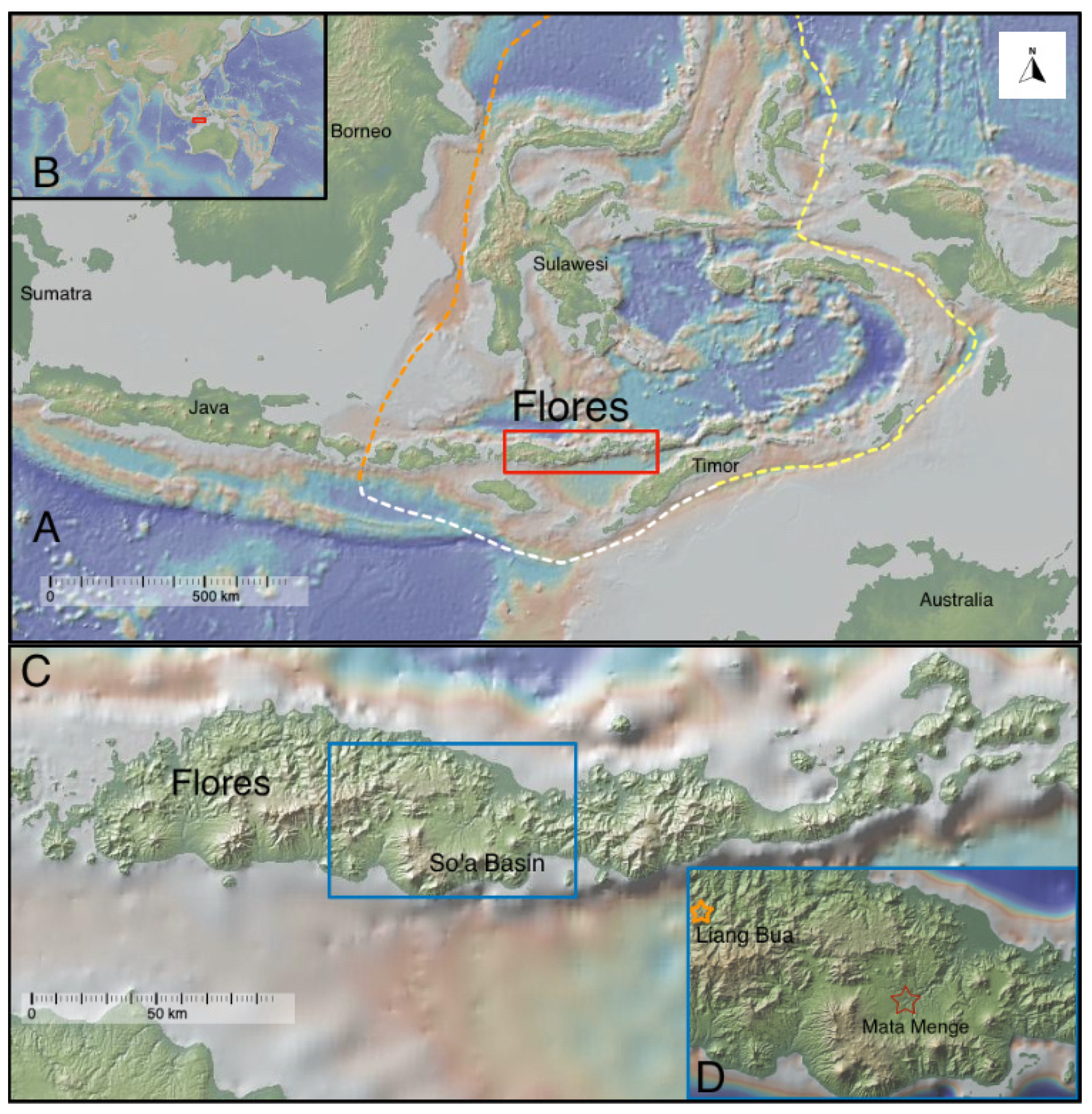
Lage von Mata Menge und Liang Bua auf Flores

Mata Menge ist eine archäologische und paläoanthropologische Fundstätte im Soa-Becken westlich des Zentrums der langgestreckten indonesischen Insel Flores. Die Fundstätte wurde nach einem Dorf gleichen Namens benannt. Im Jahr 2016 wurden in Mata Menge hominine Fossilien von mindestens drei Individuen geborgen, für die ein Alter von rund 700.000 Jahren berechnet wurde. Sie sind folglich mehrere 100.000 Jahre älter als die ebenfalls auf Flores entdeckten Fossilien von Homo floresiensis und werden als dessen mögliche Vorfahren interpretiert.

## Funde
In den 1950er- und 1960er-Jahren lebte der niederländische Missionar Theodorus Verhoeven auf Flores, der in dieser Zeit mehrere großflächige Ausgrabungen im Soa-Becken organisierte. Eine dieser Grabungsstellen war Mata Menge, wo er – wie zuvor andernorts auf Flores – zunächst zahlreiche Stegodon-Knochen entdeckte. Aus der Fundschicht dieser Fossilien kamen 1963 jedoch auch Steinwerkzeuge, u. a. Chopper und Faustkeile aus dem frühen Mittelpleistozän, zutage. Weil aus Java Stegodon-Fossilien und gleich alte Funde von Homo erectus bekannt waren, vermutete Verhoeven, dass auch Flores zugleich von beiden Arten besiedelt worden war. Anfang der 1990er-Jahre bestätigte Paul Sondaar, ein Schüler von Gustav Heinrich Ralph von Koenigswald, das gemeinsame Vorkommen von Stegodon-Knochen und Steinwerkzeugen, die 1998 anhand einer Zirkon-Spaltspurdatierung durch eine Arbeitsgruppe um Mike Morwood auf ein Alter zwischen 880.000 ± 70.000 und 800.000 ± 70.000 Jahren datiert wurden. Zuvor waren ähnlich hohe Altersangaben angezweifelt worden, weil Flores selbst in extremen Kaltzeiten und bei dann besonders niedrigem Meeresspiegel rund 20 Kilometer vom Festland (Sunda-Shelf) entfernt war, die Zuwanderer folglich über See nach Flores gelangt sein müssen.
Dieser Nachweis einer sehr frühen Besiedelung von Flores durch Individuen der Gattung Homo führte dazu, dass nicht nur die Grabungen in Mata Menge intensiviert und bis 2005 mehr als 500 Artefakte geborgen wurden, sondern dass man die Grabungen auf benachbarte Fundstätten ausweitete. Eine dieser Fundstätten war eine 50 Kilometer entfernte Höhle namens Liang Bua, in der 2004 die Fossilien von Homo floresiensis sowie ihm zuzuordnende Steinwerkzeuge entdeckt wurden – Steinwerkzeuge, die jenen aus Mata Menge so sehr ähneln, dass sie möglicherweise den Vorfahren von Homo floresiensis zuzuschreiben sind. Unterstützt wird diese Hypothese durch den Fund von homininen Fossilien, die im Juni 2016 in Mata Menge ausgegraben wurden: das grazile Fragment des Unterkiefers eines Erwachsenen sowie sechs einzelne Milchzähne von mindestens zwei Kindern, die laut einer Argon-Argon-Datierung rund 700.000 Jahre alt sind. Diese Fossilien wurden bislang keiner bestimmten Art zugeschrieben; wegen ihrer Ähnlichkeit sowohl mit Homo erectus als auch mit Homo floresiensis stützen sie jedoch die Annahme, dass Homo floresiensis eine Inselverzwergung von Homo erectus war.
Bislang (Stand: August 2024) sind zehn Fossilien aus einer 7 × 20 Meter großen Fundstelle geborgen worden, darunter – neben dem Unterkiefer und acht Zähnen als einziges Fossil aus dem Bereich unterhalb des Schädels – die distale (untere) Hälfte eines rechten Oberarmknochens von einem erwachsenen Individuum. Aufgrund der Gestalt des 88 Millimeter langen Fragments wurde geschlussfolgert, das sein Besitzer zu Lebzeiten 100 Zentimeter groß gewesen sein dürfte.

## Belege
1. 1 2  Gerrit D. van den Bergh et al.: Homo floresiensis-like fossils from the early Middle Pleistocene of Flores. In: Nature. Band 534, 2016, S. 245–248, doi:10.1038/nature17999.
2. ↑  Adam Brumm, Gerrit D. van den Bergh, Michael Storey et al.: Age and context of the oldest known hominin fossils from Flores. In: Nature. Band 534, 2016, S. 249–253, doi:10.1038/nature17663.
3. ↑  Tiny jaw reveals dawn of the hobbit. Auf: sciencemag.org vom 8. Juni 2016.
4. ↑  Johannes Maringer und Theodor Verhoeven: Die Steinartefakte aus der Stegodon-Fossilschicht von Mengeruda auf Flores, Indonesien. In: Anthropos. Band 65, Nr. 1–2, 1970, S. 229–247, JSTOR:40457622.
5. ↑  Mike Morwood et al.: Fission-track ages of stone tools and fossils on the east Indonesian island of Flores. In: Nature. Band 392, 1998, S. 173–176, doi:10.1038/32401.
 Hobbit-Vorfahren: Vor einer Million Jahren lebten schon Menschen auf der indonesischen Insel Flores. Auf: heise.de vom 20. März 2010.
6. 1 2  Eintrag Mata Menge in Bernard Wood (Hrsg.): Wiley-Blackwell Encyclopedia of Human Evolution. 2 Bände. Wiley-Blackwell, Chichester u. a. 2011, ISBN 978-1-4051-5510-6.
7. ↑  Adam Brumm et al.: Early stone technology on Flores and its implications for Homo floresiensis. In: Nature. Band 441, 2006, S. 624–628, doi:10.1038/nature04618.
8. ↑  Kleiner Freak mit großer Geschichte. Auf: zeit.de vom 8. Juni 2016.
9. ↑  Hobbit history gets new preface. Auf: sciencenews.org vom 8. Juni 2016.
10. ↑  Yousuke Kaifu et al.: Early evolution of small body size in Homo floresiensis. In: Nature Communications. Band 15, Artikel-Nr. 6381, 2024, doi:10.1038/s41467-024-50649-7. 
 Smallest arm bone in human fossil record sheds light on the dawn of Homo floresiensis. Auf: eurekalert.org vom 6. August 2024.

Koordinaten: 8° 41′ 31″ S, 121° 5′ 43″ O